# St. Michael (Wittlingen)

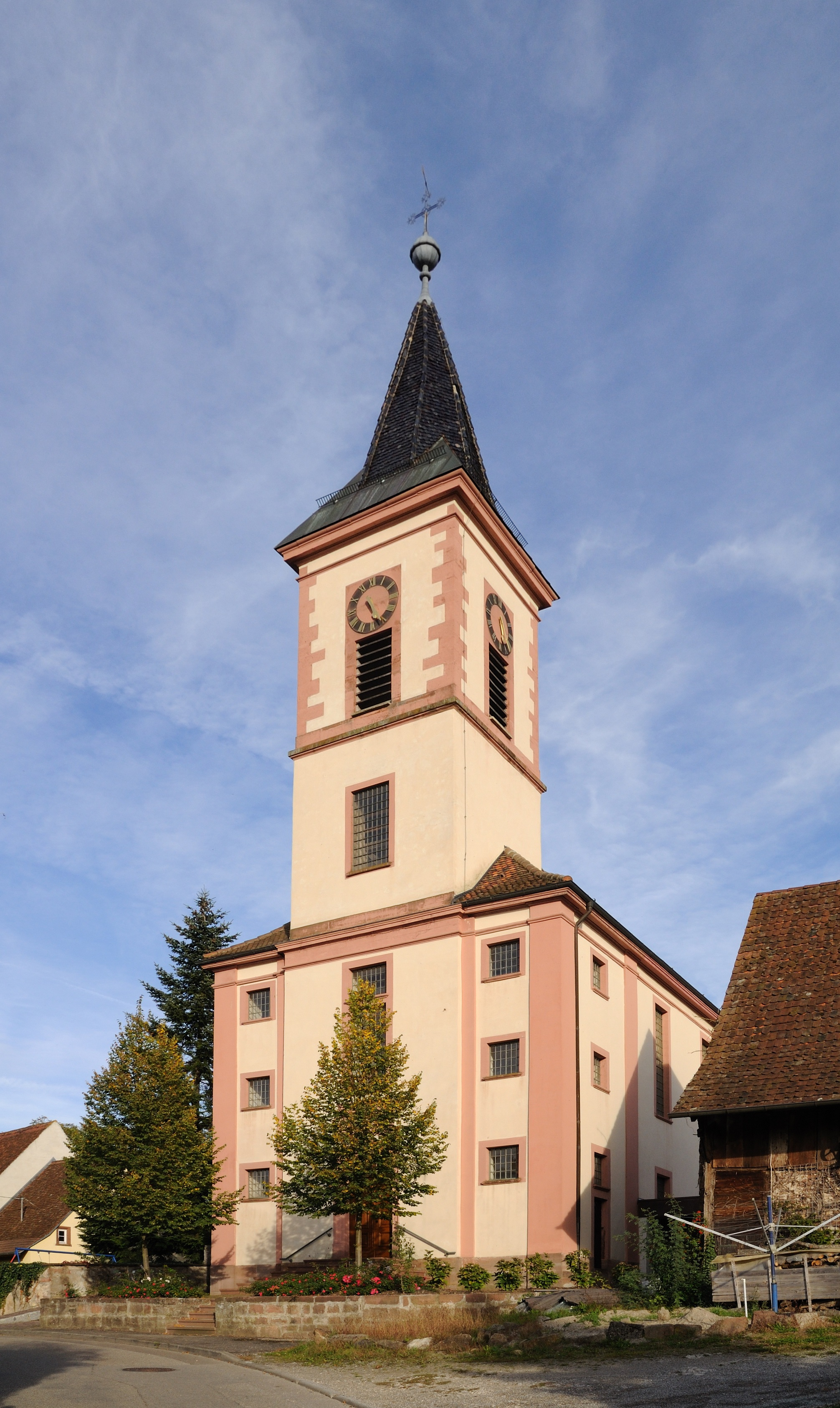
Michaelskirche in Wittlingen

St. Michael im baden-württembergischen Wittlingen, Landkreis Lörrach, ist eine evangelische Kirche unter dem Patrozinium des Erzengels Michael. Die klassizistische Kirche mit Stilmerkmalen des Rokoko befindet sich im Dorfkern und dient der evangelischen Gemeinde als Pfarrkirche.

## Geschichte
Scherbenfunde von 1956 aus alemannischer Zeit weisen auf eine kleinere Kirche aus dem 9. Jahrhundert hin. Sie war an einen älteren Bau angefügt, der römischen Ursprungs sein dürfte. Der erste Geistliche in Wittlingen ist 1275 belegt, die Kirche wurde 1360 bis 1370 zum ersten Mal beurkundet.
Um 1500 wurde mit veränderter Längsachse am selben Platz ein größeres Gotteshaus errichtet; 1530 erschien sie als Michaelskirche. Die Kirchenwände waren bemalt und ihr Dach mit glasierten Ziegeln gedeckt. 1735 schrieb der Landvogt Leutrum von der Kirche sie müsse „nach einingen sich darinnen sich befindlichen gehauenen Steinen uralt sein; anno 1595 wurde solche repariert“. Der bauliche Zustand verschlechterte sich im Laufe der Jahrhunderte dermaßen, dass sie 1772 abgebrochen wurde.
Die heutige Michaelskirche geht auf Pläne von Wilhelm Jeremias Müller zurück und wurde von 1772 bis 1774 um die alten Fundamente herum errichtet. Sie wurde im Louis-seize-Stil erbaut und bot Friedrich Weinbrenner Anknüpfungspunkte für den nach ihm benannten Weinbrennerstil. Eingeweiht wurde die Kirche am 8. Mai 1774.

## Beschreibung

### Außenbau

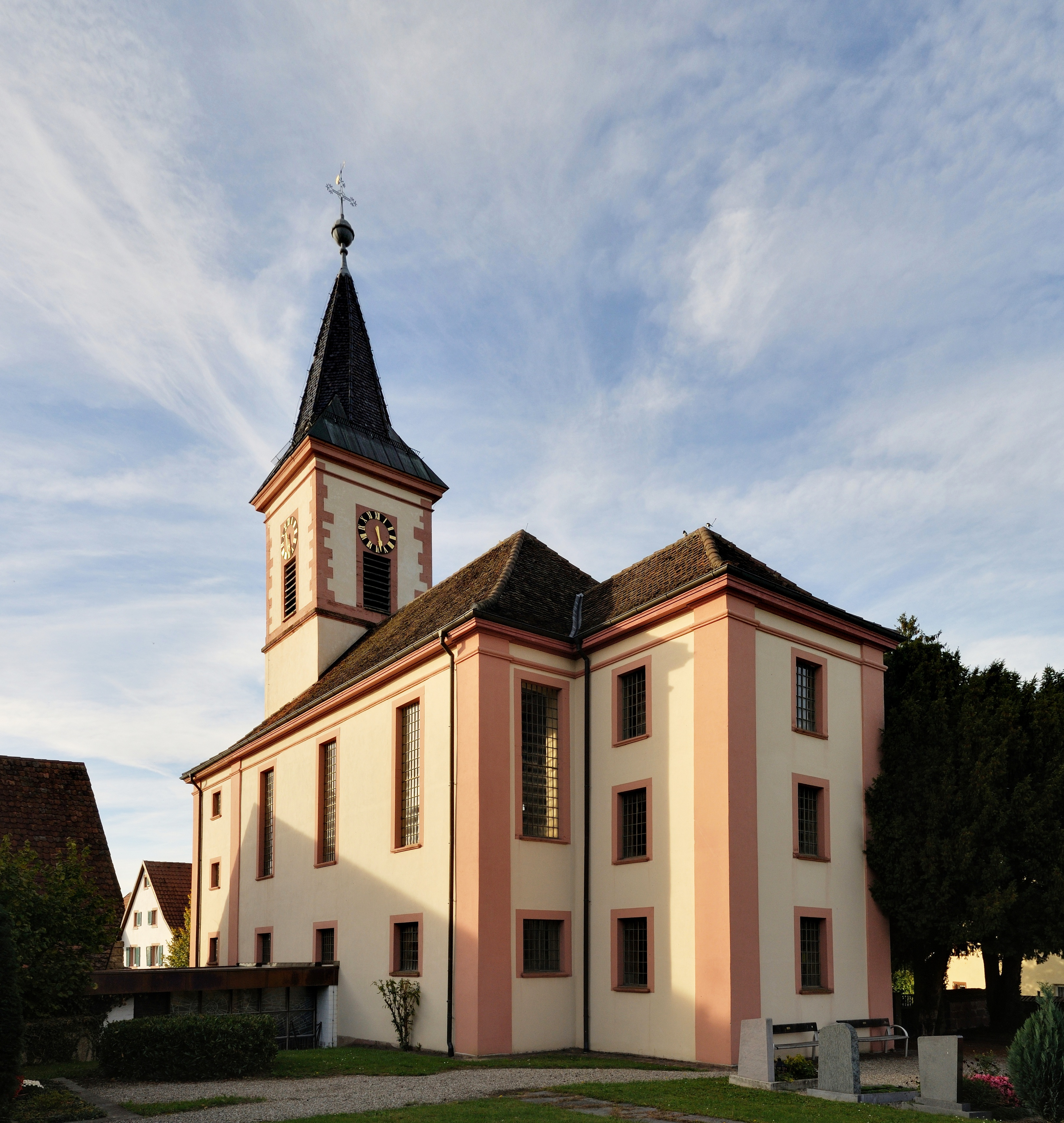
Chorseite der Michaelskirche

Der Rechtecksbau der geosteten Michaelskirche ist an seiner Ostseite eine Sakristei und an seiner Westseite ein Glockenturm angebaut. Das Bauwerk unterliegt einer strengen Symmetrie mit betonter Vertikalität und sparsam eingesetzten Schmuckelementen. Langhaus und Sakristei sind mit einem Satteldach gedeckt, das etwas niedrigere Dach der Sakristei ist nach Osten hin zusätzlich abgewalmt. Der dreigeschossige Turm mit quadratischem Grundriss hat rechteckige Klangarkaden; darüber befindet sich zu allen Seiten ausgerichtet die Kirchturmuhr. Das im unteren Drittel leicht eingeknickte Pyramidendach wird von einer Turmkugel und einem Kreuz abgeschlossen. Östlich der Sakristei schließt sich der Friedhof an.

### Ausstattung und Orgel
Über eine Freitreppe gelangt man über die Turmhalle ins Innere der Michaelskirche. Über hohen Rechtecksfenster gelangt Licht in den hellen Innenraum. Auffällig ist die beidseitig auf Säulen ruhende zweistöckige und mit Bankreihen ausgestattete Empore. Die Emporen sind durch zwei Treppenhäuser getrennt voneinander zu erreichen. Im linken Treppenhaus erinnern Gedenktafeln an die Gefallenen und Vermissten beider Weltkriege, im rechten Treppenhaus enthält eine Tafel die Baugeschichte.
Der etwas erhöhte Altarbereich befindet sich im Ostteil des Langhauses. Da sich im Anschluss die Sakristei befindet, ist der Chor nur durch einen kleinen Rücksprung angedeutet. Der 1957 während einer Renovierung ersetzte Taufstein stammt von Rudolf Scheurer. Der schlichte blockförmige Altar ist mit einer großen Sandsteinplatte bedeckt. Dahinter befindet sich die Türe zur Sakristei. Oberhalb des Altars ragt aus der Wand eine Kanzel hervor und darüber, unterhalb des Langhausdaches auf einer hervorspringenden Empore eine Orgel. Sie wurde 1880 durch die Firma L. Voit & Söhne in Durlach erbaut. Ihr Spielwerk wurde 1971 durch die Orgelbaufirma Weigle aus Stuttgart ersetzt und in das unter Denkmalschutz stehende Gehäuse eingebaut. Sie verfügt über zehn Register auf zwei Manualen und Pedal.

### Glocken
Die kleine Glocke von 1773 von Andreas Roost aus Lörrach musste im Ersten Weltkrieg 1917 abgegeben werden; sie wurde 1922 ersetzt.
| Nr. | Name            | Nominal | Gussjahr | Gießer                           |
| --- | --------------- | ------- | -------- | -------------------------------- |
| 1   | Große Glocke    | fis′    | 1876     | Benjamin Muchenberger, Blasiwald |
| 2   | Mittlere Glocke | a′      | 1966     | Bachert, Karlsruhe               |
| 3   | Kleine Glocke   | c′′     | 1922     |                                  |